# إنديو (لاعب كرة قدم مواليد 1981)
إنديو (الكورية: 안토니우 호제리우 시우바 올리베이라) (بالبرتغالية: Antônio Rogério Silva Oliveira) هو لاعب كرة قدم برازيلي وكوري جنوبي في مركز الهجوم، ولد في 21 نوفمبر 1981 في سيارا في البرازيل. لعب مع النادي الرياضي بريميرو باسو فيتوريا دا كونكيستا ونادي أتلتيكو فيروفياريو ونادي إيبيتانغا ونادي بيرا مار ونادي فيتوريا.

## وصلات خارجية
- إنديو (لاعب كرة قدم مواليد 1981) على موقع دوري كوريا الجنوبية (الإنجليزية)
- إنديو (لاعب كرة قدم مواليد 1981) على موقع قاعدة بيانات كرة القدم.إي يو (الإنجليزية)
- إنديو (لاعب كرة قدم مواليد 1981) على موقع Soccerway.com (الإنجليزية)